# 1007
Cette page concerne l'année 1007  du calendrier julien. Pour l'année 1007 av. J.-C., voir 1007 av. J.-C.  Pour la voiture construite par Peugeot, voir Peugeot 1007.
L'année 1007 est une année commune qui commence un mercredi.

## Événements
- 22 octobre (ou 22 décembre[1]) : l'évêque de Cambrai Erluin obtient le pouvoir comtal sur le  Cambrésis par un diplôme de l'empereur Henri II signé à Aix-la-Chapelle[2].

- 1er novembre : Henri II fonde l’évêché de Bamberg au concile de Francfort[3]. Il favorise la réforme clunisienne du clergé et protège l’Église.

- Le berbère Sanhadja Hammad Ibn Bologhine, fils de Bologhine ibn Ziri, fondateur de la dynastie Ziride, fait construire dans les monts du Hodna, dans l'actuelle Algérie, une ville fortifiée, la Kalâa des Béni Hammad, qui devient sa capitale. Hammad se déclare indépendant des Zirides en 1014 et fonde la dynastie berbère des Hammadides[4].
- Les Kéraïtes, une tribu turco-mongole, se convertit au nestorianisme (secte issue du christianisme)
- Boleslas Ier de Pologne approche des portes de Magdebourg, occupe la Lusace, Milsko et Budyšyn[5].
- Persécution des Juifs de Rouen (1007-1012)[6].
- Construction de l'abbaye et du bourg (burgus) de Beaulieu par Foulque d'Anjou : « Quiconque habite ce burgus n’aura jamais à subir l’infamie d’être serf et tous ses habitants seront libres »[7].
- Vladimir Ier de Kiev accueille chaleureusement Bruno de Querfurt (saint Boniface), qui passe par Kiev pour aller visiter les Petchenègues[8].
- Éruption du Vésuve[9].
- Dernière éruption du volcan Hallasan (Île de Jeju, Corée du sud), Une des sept nouvelles merveilles de la nature.